# Андреа II Музака
Андрій II Музака (1318—1372) — албанський шляхтич з роду Музака, правитель князівства Музака в XIV столітті. Він успадкував князівство від свого батька Теодора I Музаки, який помер близько 1331 року. Андреа II відомий тим, що до моменту своєї смерті в 1372 році розширив князівство Музака до найбільшої міри, від південного адріатичного узбережжя Албанії на заході до Касторії на сході.
Анжуйським королівством Албанія в 1336-37 роках він був визнаний деспотом Королівства Албанія та маршалом Албанії. У наступне десятиліття він очолював опір сербським вторгненням до Албанії, а після падіння Сербської імперії повернув свої колишні території та знову почав розширюватися. Під час воєн проти сербських держав-спадкоємців Андреа II зумів перемогти Вукашина Мрнявчевича та його сина, принца Марка, зміцнивши князівство своєї родини. Після перемоги над сербами він був визнаний візантійським імператором Іоанном V Палеологом деспотом Епіру.

## Правління

### Раннє правління
Андреа II Музака походив із заможного албанського шляхетського роду Музака з півдня Албанії. Його дід, Андреа I Музака, близько 1280 року становив де-факто незалежне територіальне правління на захід від Берата в регіоні Мізеке, який пізніше був названий на честь родини. Наступником Андрея I став Теодор, відомий як «Кешетісі». Син Теодора, Андреа II, стане найвидатнішим правителем роду Музака часів середньовіччя. Як і його батько, Андреа II служив Анжуйцям як титулярний маршал Албанії. Він мав різні інші титули, такі як севастократор, і був визнаний анжуйцями як despotus Regni Albaniae (деспотом Королівства Албанія) і маршал Албанії. Його батько Теодор був визнаний протосевастором. На початку свого правління він здійснював номінальний контроль над більшою частиною Адріатичного моря країни між річками Вйоса і Деволл на схід. На практиці тут продовжували домінувати історичні албанські знатні родини, які мало звертали уваги на владу Музаки. Угода 1336 року між анжуйцями та Андреа II дозволяла членам сім'ї Музака вільно подорожувати до Дурреса та з нього, і дружні зв'язки між двома знатними сім'ями зберігалися до тих пір, поки сім'я Музака не втекла від османського завоювання Албанії.

### Опір сербам

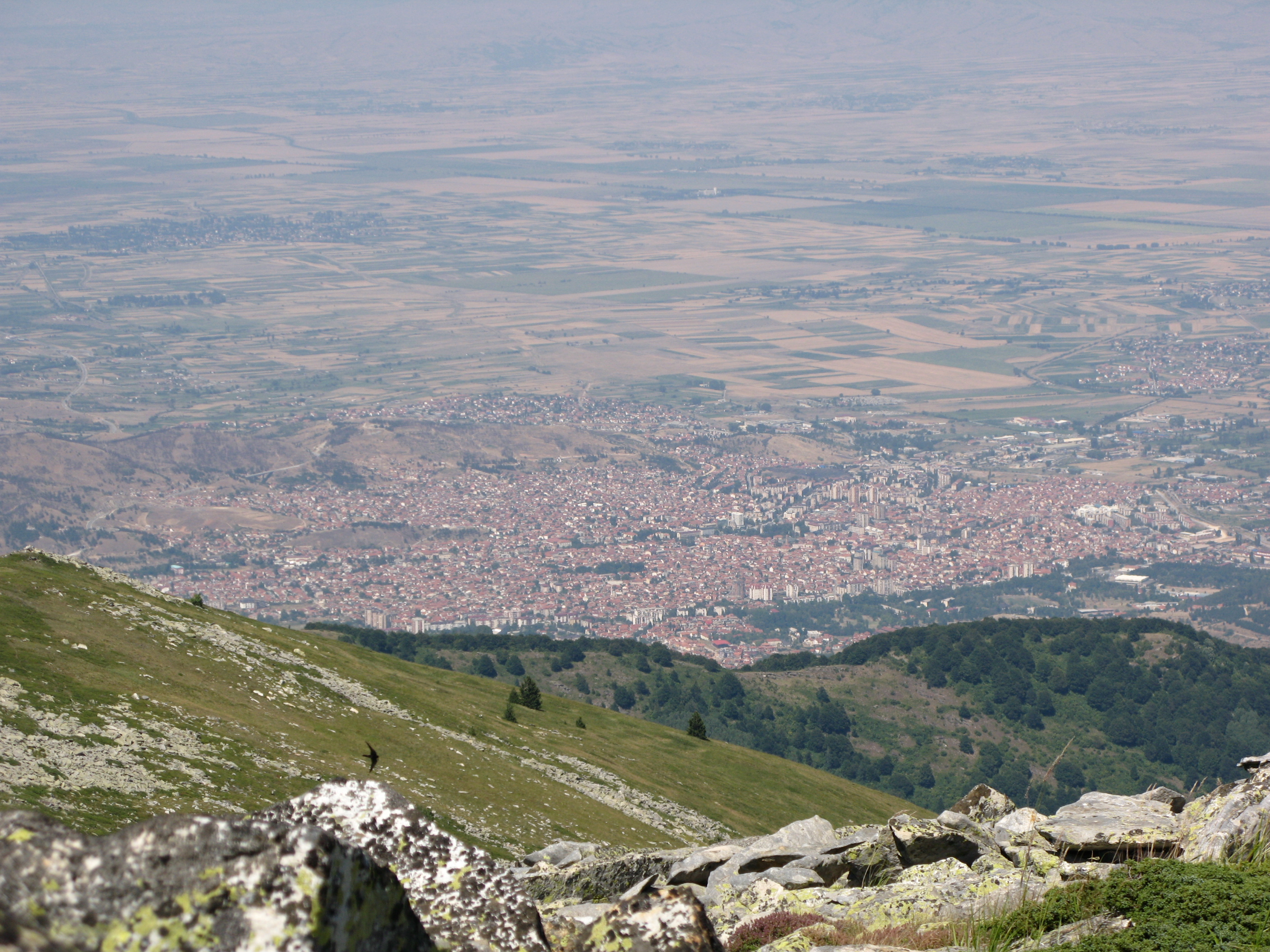
Гора Пелістер, де війська Андреа Музаки розбили сербську армію

Протягом 1341—1347 рр. Візантійська імперія була втягнута в громадянську війну, і серби скористалися цією ситуацією, вторгшись у більшу частину візантійських володінь на півдні Балкан. Андреа II очолив опір сербам і уклав різні союзи з іншими албанськими знатними сім'ями, а також підтримував зв'язки зі своїми традиційними анжуйськими союзниками. У 1336 році Королівство Сербія під проводом Стефана Душана захопило контрольований анжуйцями Дуррес. Попри те, що анжуйцям вдалося повернути Дуррес, Душан продовжив свою експансію, і протягом 1337—1345 років він захопив Каніну та Валону.
Андреа II Музака вів війну проти сербських військ близько 1340 року. У союзі з родиною Гропа він мав кілька успішних кампаній проти Душана, але незабаром його володіння захопив сербський король разом з іншими албанськими князівствами. У 1345 році всі албанські землі були під владою Сербії, за винятком Дурреса, який перебував під контролем анжуйців. У 1350 році Андреа II захопив у сербів Берат, що змусило Іоанна Комніна Асена, місцевого володаря, призначеного Стефаном Душаном керувати регіоном, перенести свою резиденцію до Каніни. Невідомо, чи змогли сербські війська захопити якісь міста або встановити контроль над цими районами південної Албанії, попри їхнє вторгнення в регіон. Хоча деякі історики відносять придбання кількох міст до цього періоду, інші припускають, що серби лише отримали підкорення, яке могло бути номінальним, від різних албанських племен.

### Пізніше панування
Після смерті Стефана Душана в 1355 році та розпаду недовгої Сербської імперії Андрея II відновив контроль над частинами південно-східної сучасної Албанії та значно розширив князівство. Наприкінці 1360-х років Андреа II був залучений у конфлікт за південно-західні провінції Македонії (включаючи Касторію) проти Вукашина Мрнявчевича, короля Сербії. Обидва володарі претендували на успадкування цих областей після смерті Симеона Уроша; Вукашин заявляв про це як співправитель Стефана Уроша V, тоді як Андреа II заявляв про це на тій підставі, що кордон між Албанією та Болгарією пролягав на горі Пелістер, зокрема джерело Добрида. Вукашин зібрав армію та рушив до території Музаки, що спонукало Андреа зібрати власну армію та протистояти королю під Пелістером у 1369 році. Битва при Пелістері завершилася перемогою Андреа II, а сам Вукашин, за словами літописця Івана Музаки, потрапив у полон. За результатами цієї битви візантійський імператор Іоанн V Палеолог подарував Андрію II імператорський герб і надав йому титул «деспота Епіру». У цій нагоді Андреа II Музака прийняв як свій новий герб двоголового орла під зіркою замість традиційного герба Музака, який являв собою джерело води, що виривалося з-під землі і розділялося на дві частини.
Протягом того самого періоду Андреа II, мабуть, контролював частину внутрішніх районів Вльори, а після смерті Олександра Комніна Асеня (бл. 1371), який володів Вльорою та Каніною, Музака уклав угоду з Балшею II. Згідно з угодою, Балша II мав підтримувати Музаку проти таких ворогів, як Марко, а Музака визнав претензії Балші на Каніну та Вльору. Незрозуміло, чи вдалося Музаці раніше завоювати їх, а потім віддати їх Балші як частину угоди, чи Балша планував завоювати їх сам, і угода просто підтвердила його права.

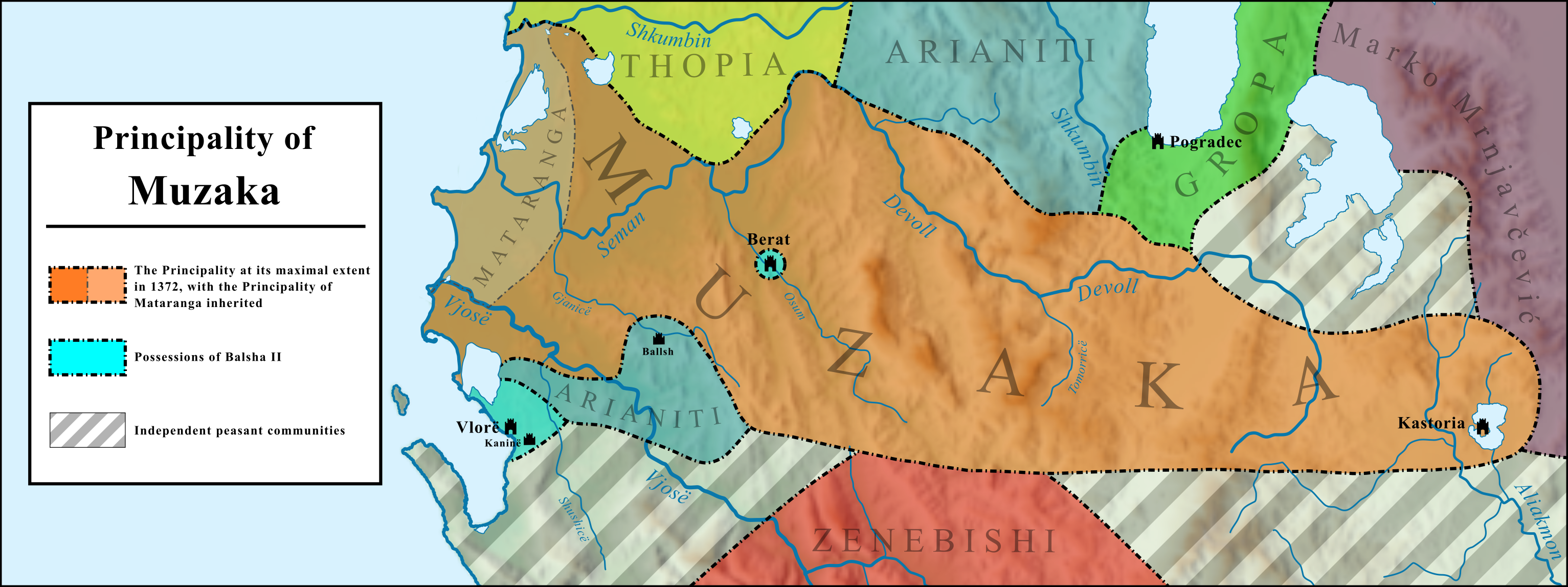
Князівство Музака близько 1372 року.

У 1371 році Андреа II Музака уклав іншу угоду з Андреа Гропою, своїм зятем, і вів війну проти князя Марка Мрнявчевича, захопивши Касторію (яка перейшла до Музаки) та Охрид, який перейшов до Гропи. Втративши велику живу силу в битві на Мариці, князь Марко не зміг протистояти експансії цих сусідніх держав. Втрата території, яку Марко зазнав під час наступних воєн, значно послабила його могутність і завадила створювати нові армії.
У найбільшому обсязі, безпосередньо перед смертю Андреа II, його розширення князівства охопило регіони Мізеке, Берат, Томорріче, Скрапар, Кельцыре, Пермет, Опар, Деволл, Колоньє та Касторія. Андреа II помре в 1372 році, і його землі були розділені між трьома його синами: Теодором II, Джіном і Стойою.

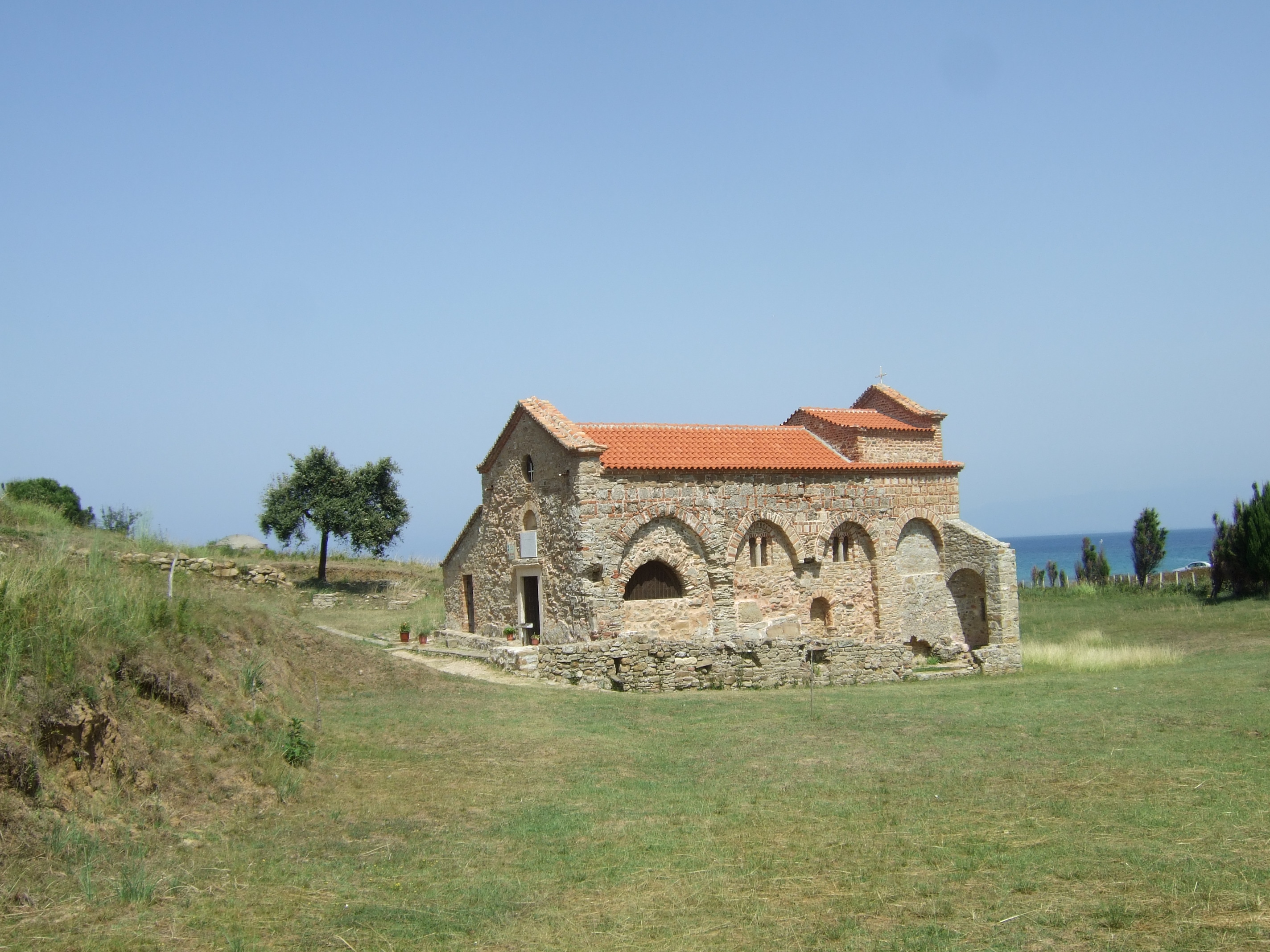
Церква Св. Антонія є місцем, де поховані Андреа II Музака та його дружина Євфемія Матаранга.

## Сім'я
Андрея II одружився з леді Євфемією Матрангою (алб. Efimia Matrënga) також відомою як: Ейтвмія, Етінія або Онората, яка була дочкою Павла Матранги, албанського володаря Гори. У подружжя було п'ятеро дітей:
1. Іван Музака (* близько 1337; † 1389), який успадкував більшість земель свого батька, за винятком Берату, Мізеке та Касторії. Він одружився з леді Суїною Аріаніті-Комніатс, донькою албанського володаря Матеранго Аріаніті, з якою мав 5 синів: Андреа III Музака, Матеранго Музака, Влаш Музака, Богдан Музака та Лалді Музака.
2. Теодор II Музака (* 1337; † після 1389), який успадкував Мізек і Касторію, якими він правив разом зі своїм братом Стоєю.
3. Володар Стоя († після 1384), який разом зі своїм братом Теодором успадкував Касторію, а також її села та маєтки. На жаль, він рано помер, не маючи спадкоємців, тому його землі перейшли до його старшого брата Джіна.
4. Пані Коміта (або Комніна) Музака († 1392), яка вийшла заміж за Балшу II і забезпечила союз між родиною Музака та родиною Бальшичів.
5. Пані Чіранна Музака (також: Кіранна), яка вийшла заміж за Андреа Гропа з Охер і Дібри. У подружжя не було проблем з життям, тому їхнє майно успадкували Музаки.

Деспот Андреа II і його дружина деспотиса Євфимія були поховані в місті Дуррес, у церкві Святого Антонія, праворуч від головного вівтаря, у прекрасній могилі з мармуру з такою епітафією: «Тут лежить володар Андрій Молосачі, деспот Епірський».